# National Gallery of Australia
National Gallery of Australia (NGA) – muzeum sztuk pięknych położone w Parkes, na terenie Australijskiego Terytorium Stołecznego. Jest największym muzeum sztuki w Australii, mającym w swych zbiorach około 166 000 eksponatów (stan na rok 2012), tym największe w Australii zbiory sztuki Aborygenów. Wstęp do muzeum jest bezpłatny.

## Historia
National Gallery of Australia została założona na mocy ustawy parlamentu Australii z 1975 roku (National Gallery Act 1975) z zadaniem kulturalnego ubogacania Australijczyków poprzez ich dostęp do państwowej galerii sztuki, jakość państwowych zbiorów, specjalne prezentacje, wystawy i programy oraz profesjonalizm pracowników placówki. Organem zarządzającym Galerią jest Council of the National Gallery of Australia.
Galeria mieści się w budynku, na projekt którego ogłoszono w 1968 roku konkurs architektoniczny; budynek ten miał być siedzibą państwowej galerii w Canberze. Konkurs wygrała firma firm Edwards Madigan Torzillo and Partners z Sydney. Plan szczegółowy opracowano na początku lat 70., a prace budowlane ruszyły w listopadzie 1973 roku. Budynek był pomyślany jako element tzw. Parliamentary Triangel, zespołu budynków rządowych w stolicy kraju. Budynek otwarła dla publiczności 12 października 1982 roku królowa Wielkiej Brytanii Elżbieta II.
W 2012 roku Galerię oraz zorganizowane przez nią w całej Australii wystawy odwiedziło prawie 900 000 gości, w tym siedzibę w Canberze blisko 700 000. Stronę internetową Galerii odwiedziło w tym samym czasie ponad 6,2 miliona użytkowników. Zbiory galerii są dostępne za pośrednictwem serwisów społecznościowych, jak Facebook czy Twitter i internetowych: YouTube, Flickr oraz Google Art Project. Wartość zbiorów szacowana była w 2012 roku na 4,6 miliarda dolarów, co czyni ją najwartościowszą (pod względem finansowym) galerią w całej Australii. Mając około 166 000 eksponatów jest także największą pod względem wielkości zbiorów galerią w tym kraju.

## Zbiory
Kolekcja stała National Gallery of Australia dzieli się na 4 główne działy: sztuka Australii, sztuka Aborygenów i ludu Wysp w Cieśninie Torresa, sztuka Azji oraz sztuka europejska i amerykańska; kolekcję uzupełnia sztuka Pacyfiku. Eksponaty Galerii stanowią część zbiorów narodowych Australii i należą do społeczeństwa australijskiego.
Kolekcja obejmuje największy w Australii zbiór dzieł sztuki rdzennej ludności Australii. Słynne dzieła to m.in. Błękitne bieguny Jacksona Pollocka, Lilie wodne Claude’a Moneta i seria Ned Kelly Sidneya Nolana. Ozdobą impresyjnego ogrodu z rzeźbami jest tzw. Rzeźba z mgły. Na zewnątrz uwagę zwraca imponująca instalacja typu skyspace Within without amerykańskiego artysty Jamesa Turrella, najlepiej prezentująca się o świcie lub o zmierzchu.

### Sztuka Australii
Kolekcja obejmuje dzieła wysokiej jakości oraz o wybitnych walorach estetycznych – stworzone przez artystów ze wszystkich stanów i terytoriów Australii, artystów australijskich pracujących za granicą, a także dzieła twórców mieszkających przez pewien czas w Australii. Dzieła sztuki Aborygenów i ludu Wysp w Cieśninie Torresa znajdują się w odrębnym dziale. Dzieła sztuki australijskiej są prezentowane w sposób zintegrowany i w układzie chronologicznym, poczynając od najwcześniejszego okresu, kolonialnego do współczesności: obrazy i rzeźby, prace na papierze, fotografie i inne media związane z fotografią, rzemiosło artystyczne i wzornictwo. Ze względu na bliskość geograficzną i historyczną Nowej Zelandii i Australii, gromadzone są również i często prezentowane prace artystów nowozelandzkich. Najważniejsze obrazy i rzeźby są w ekspozycji stałej, od czasu do czasu zmienianej. Prace współczesnych artystów australijskich są zmieniane częściej aby zaprezentować różnorodność sztuki współczesnej znajdującej się w kolekcji. W celu zapewnienia możliwie najszerszego dostępu publiczności do swych zbiorów Galeria organizuje wystawy objazdowe, a także wypożycza eksponaty instytucjom w kraju i za granicą.

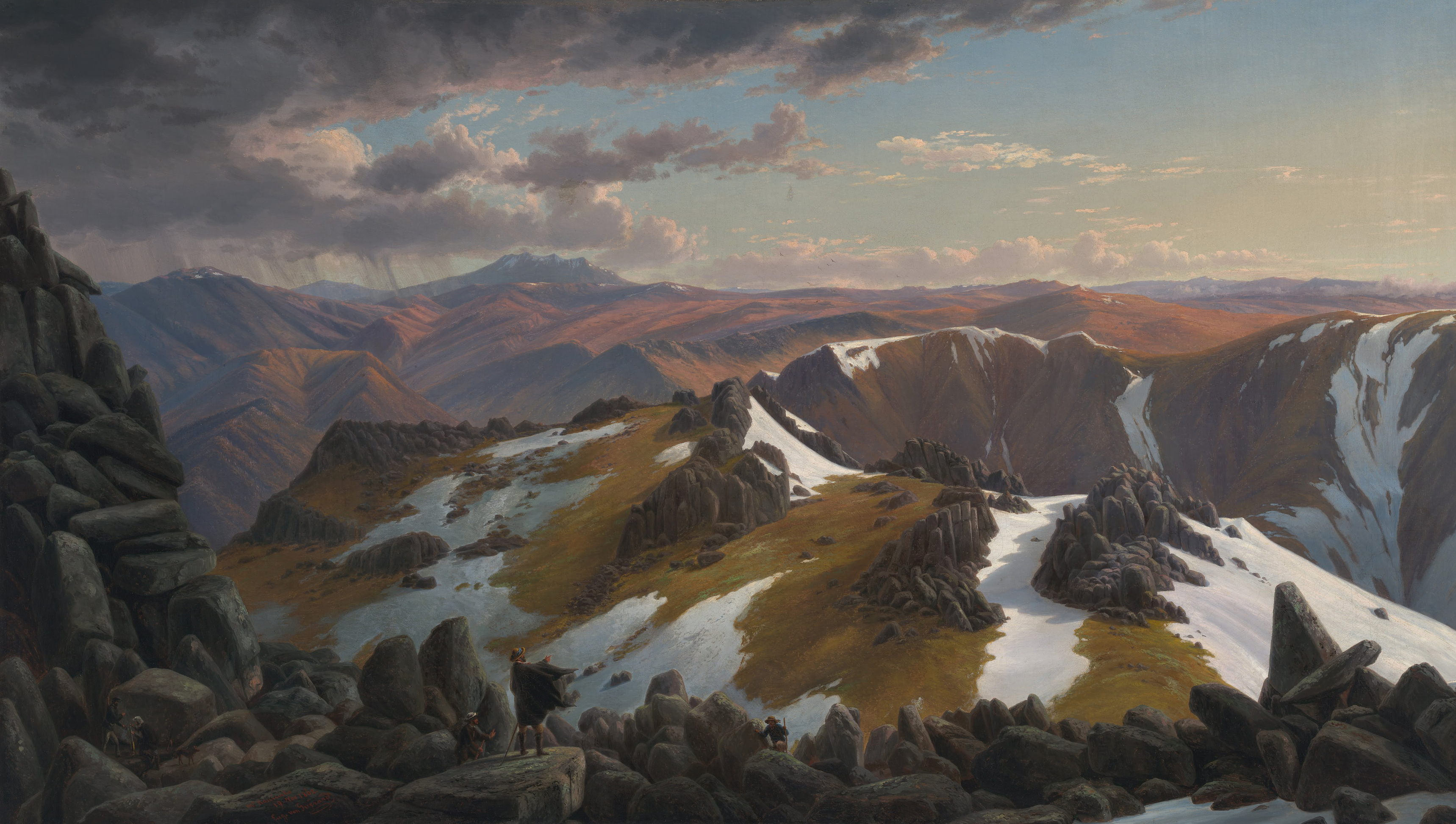
Eugene von Guerard, Widok północnego szczytu Góry Kościuszki od północnego wschodu, 1863
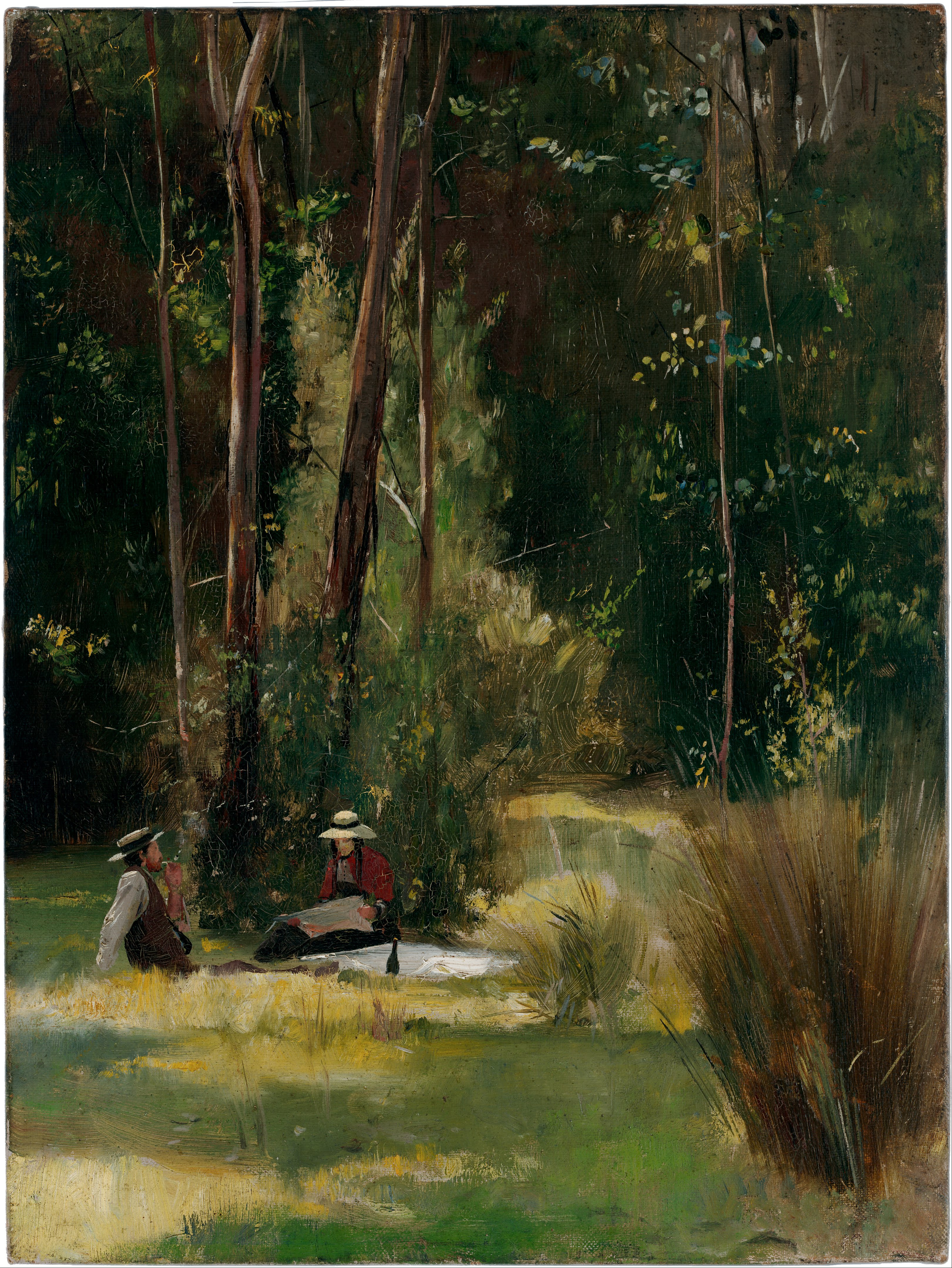
Tom Roberts, Niedzielne popołudnie, ok. 1886
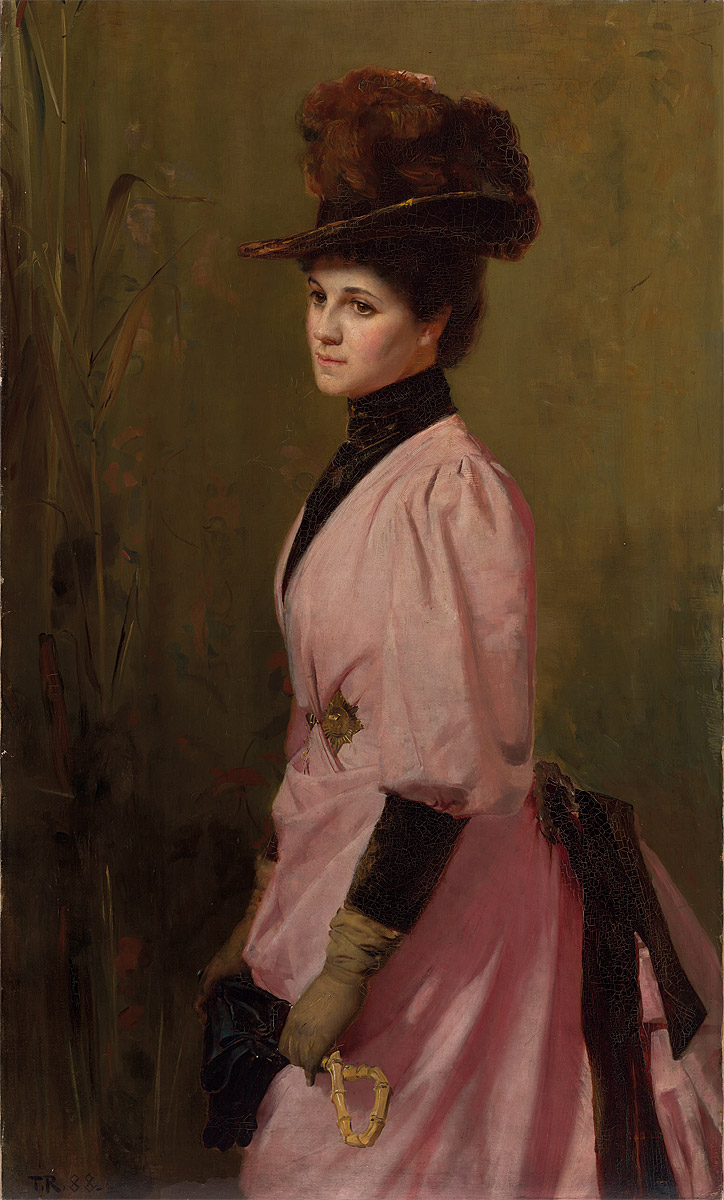
Tom Roberts, Rodowita Australijka (Portret damy), 1888
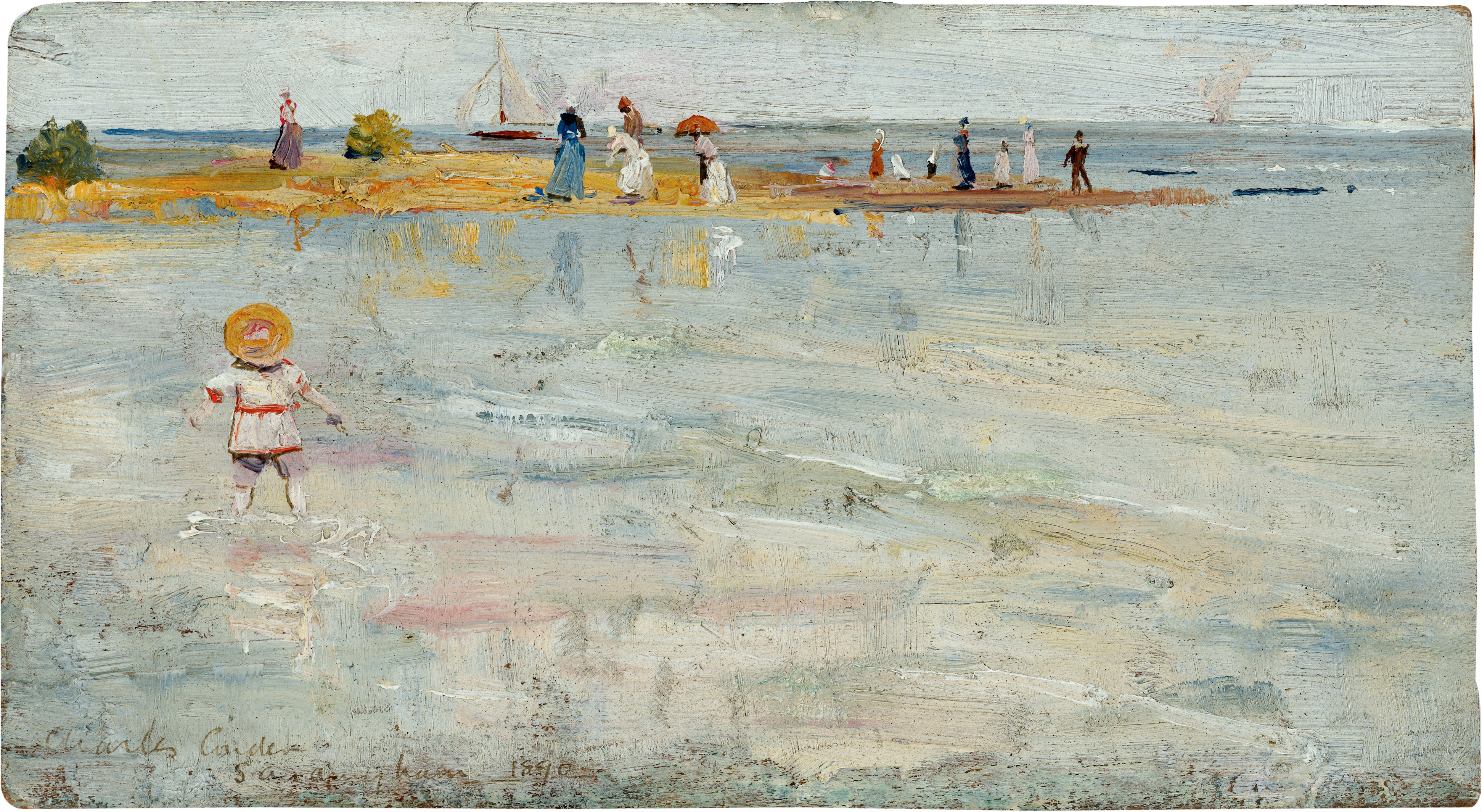
Charles Conder, Ricketts Point, Beaumaris, 1890
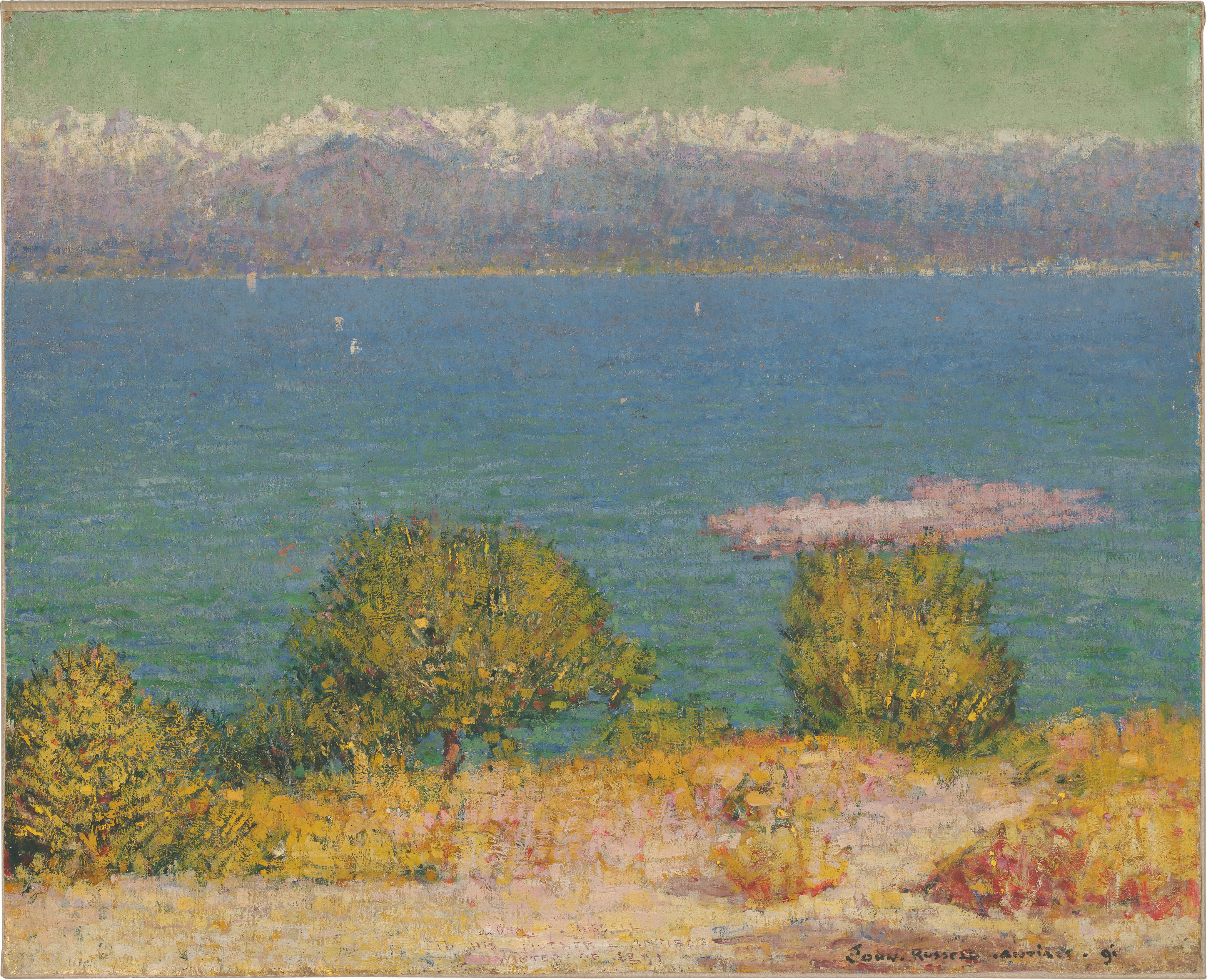
John Peter Russell, Pejzaż, Antibes, 1891
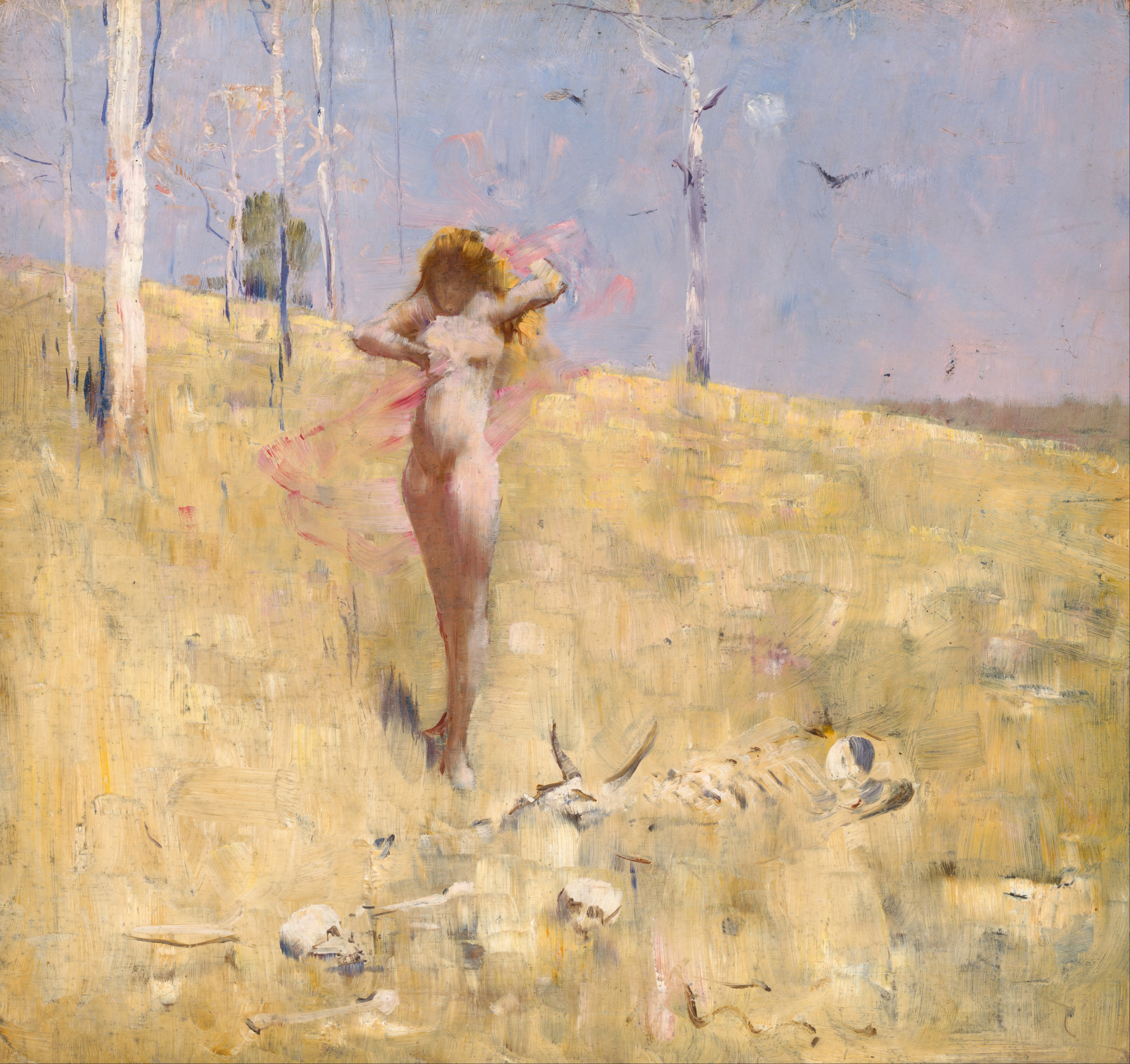
Arthur Streeton, Duch posuchy, 1895
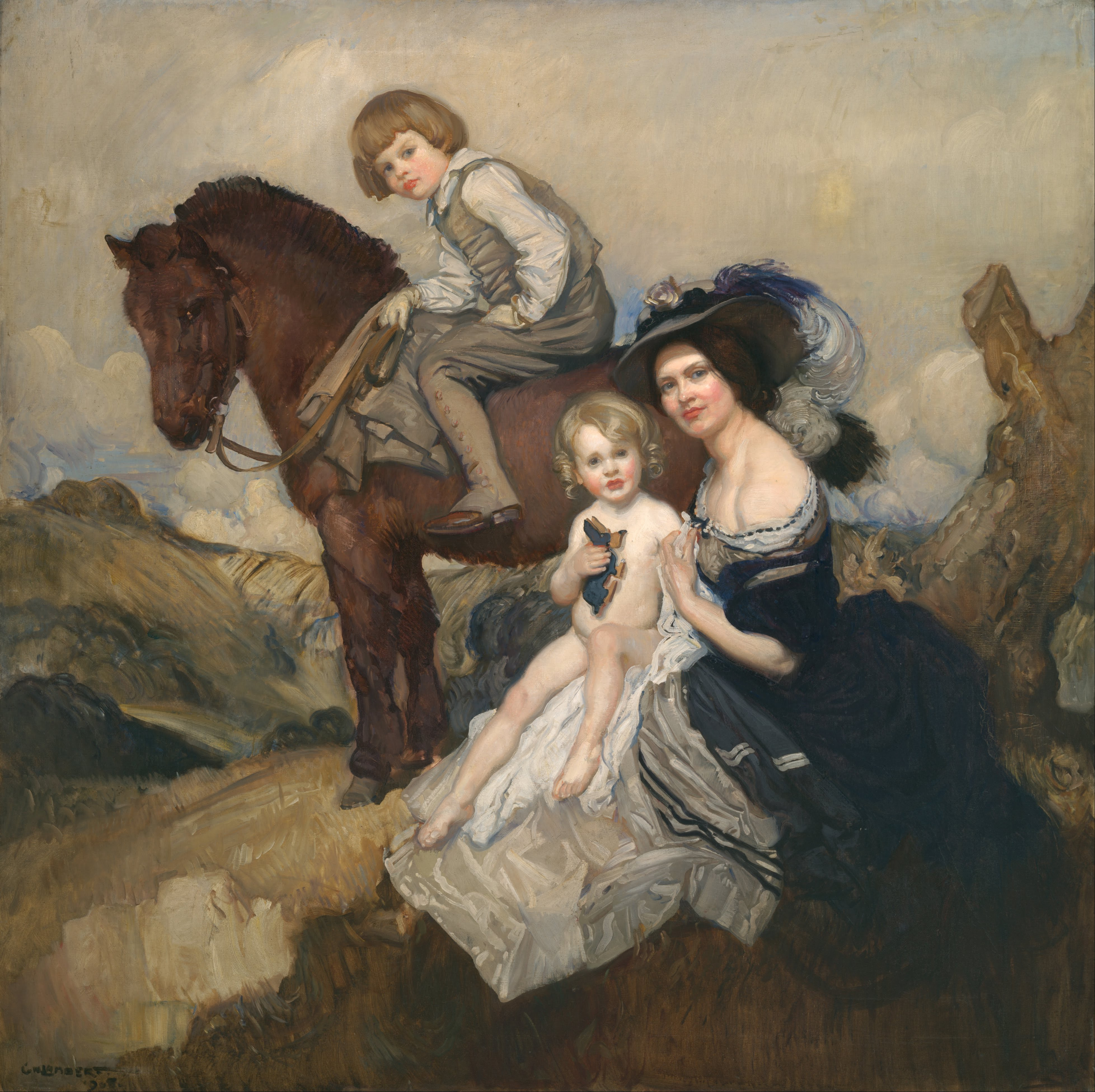
George Washington Lambert, Portret grupy, 1908
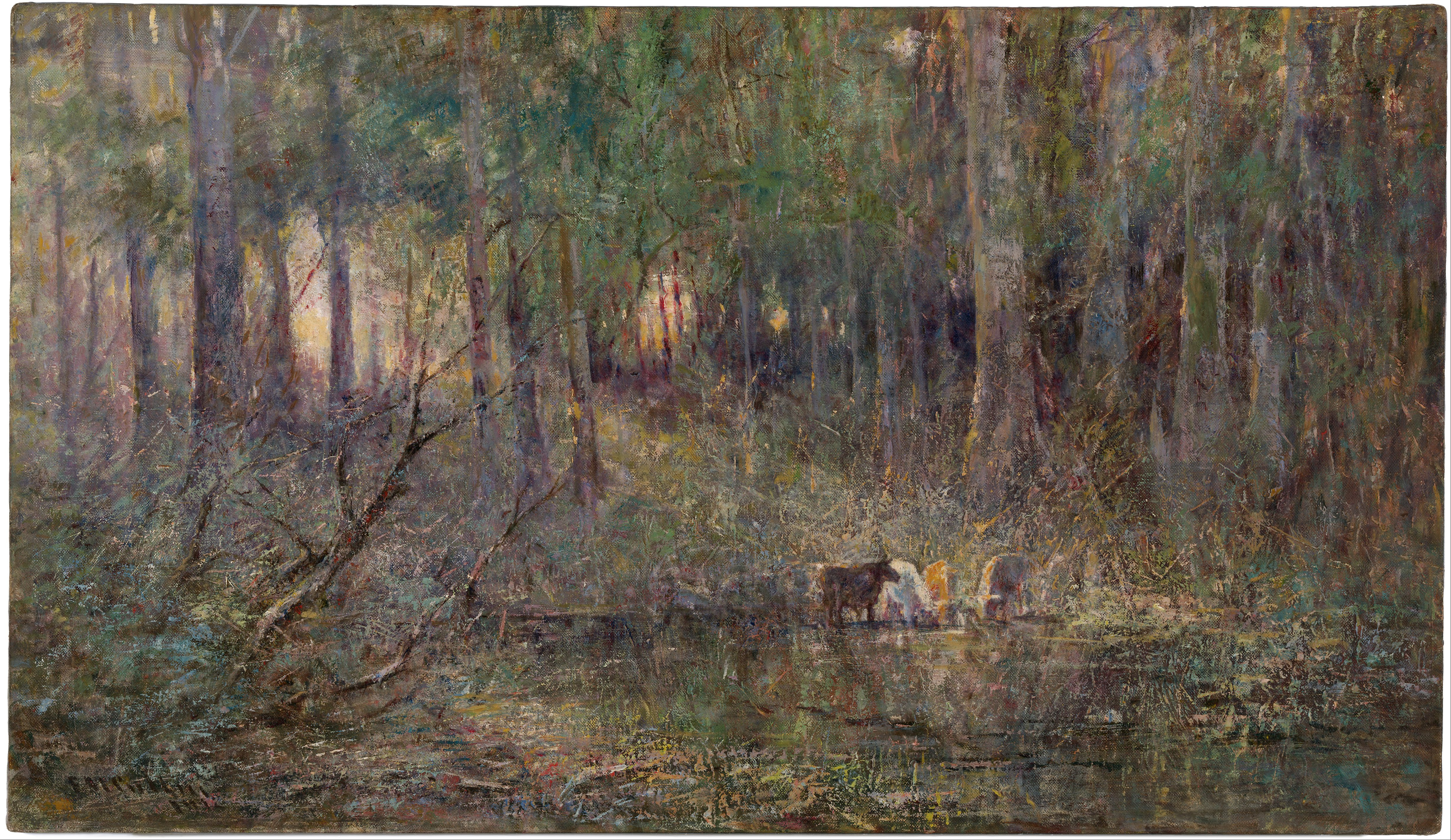
Frederick McCubbin, Fiolet i złoto, 1911

### Sztuka Aborygenów i ludu Wysp w Cieśninie Torresa

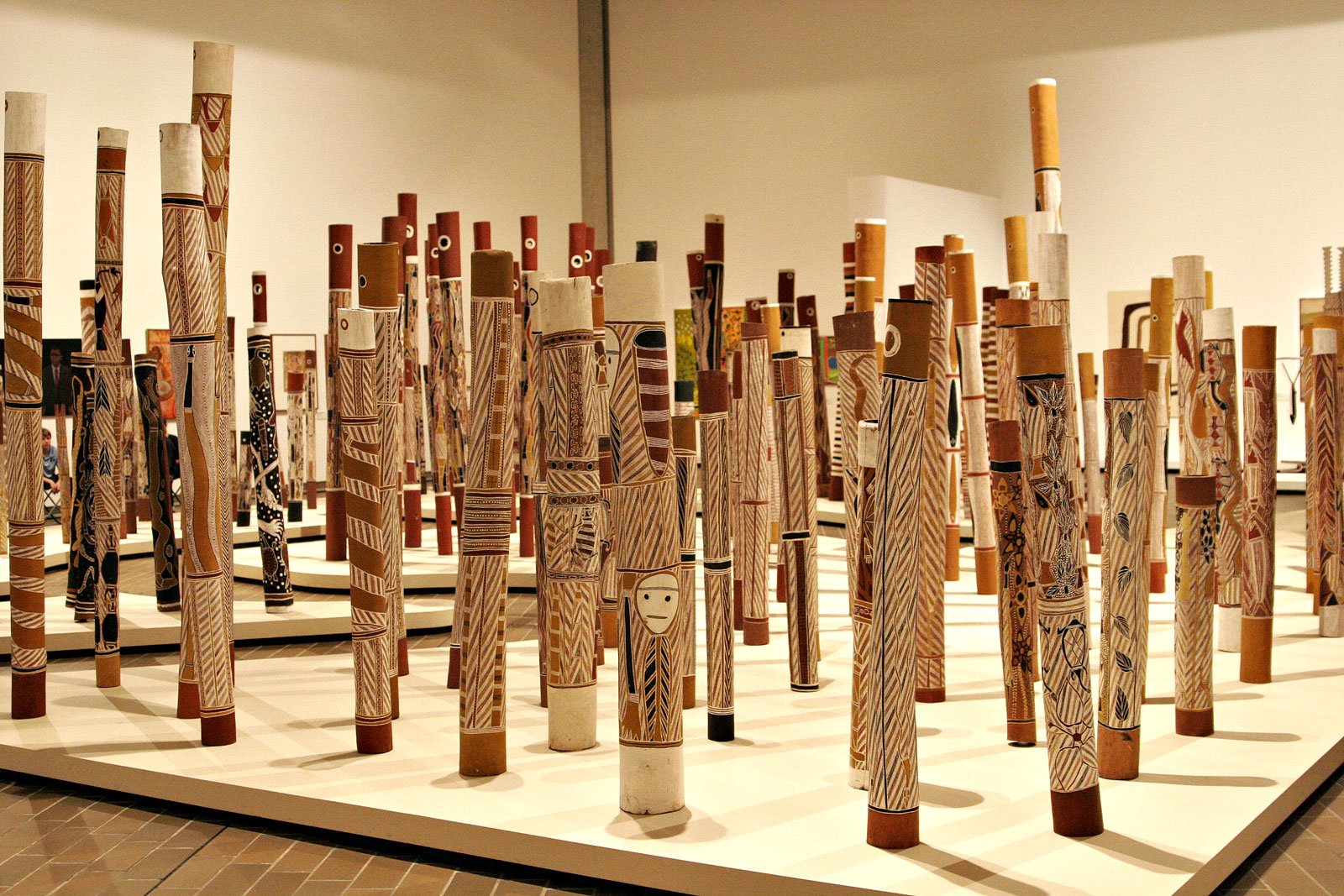
Nagrobki Aborygenów z wydrążonych bali drewna

Aborygeni i lud Wysp w Cieśninie Torresa zamieszkują kontynent australijski od dziesięciu tysięcy lat. Ich sztuka i tradycje należą do najstarszych i najbogatszych w historii ludzkości. Projekty, wzory i opowieści rdzennych Australijczyków były przekazywane przez ich przodków i wzmacniane oraz powtarzane poprzez rytuał, taniec, śpiew, malowanie ciała, ryciny naskalne i obrazy oraz przedmioty domowe i kultowe. Sztuka Aborygenów i ludu Wysp w Cieśninie Torresa jest żywa dziś, podobnie jak przed tysiącami lat i podobnie jak w zamierzchłej przeszłości, jest nierozerwalnie związana z życiem codziennym. 
Sztuka współczesnych rdzennych Australijczyków ma wiele form. Pomimo istotnych zmian i różnorodności zachowuje ona podstawową jedność inspiracji: ziemia i stosunek ludzi do niej. 
W kolekcji sztuki Aborygenów i ludu Wysp w Cieśninie Torresa w National Gallery of Australia znajduje się z ponad 7500 prac, co czyni ją największą tego typu kolekcją na świecie. Nowe pomieszczenia galerii umożliwiają lepszą ekspozycję dzieł, zapewniając, tam gdzie to możliwe, naturalne oświetlenie obrazów i rzeźb.

### Sztuka europejska i amerykańska
Sztuka międzynarodowa w National Gallery of Australia obejmuje lata od 1850 do dziś. Na wystawie prezentowane są obrazy, rzeźby, grafika, sztuka dekoracyjna i fotografie artystów europejskich i amerykańskich, a także wybór prac australijskich. Nie wszystkie prace są zawsze obecne w galeriach, ponieważ niektóre z nich są prezentowane na wystawach w innych miejscach. W Galerii I są dzieła impresjonizmu, fowizmu i École de Paris, Ballets Russes, twórców dadaistycznych, surrealistycznych, kubistycznych i ekspresjonistycznych jak: Honoré Daumier i Gustave Courbet, Claude Monet (Stogi siana, Lilie wodne), Paul Cézanne, Georges Seurat, Edgar Degas, Henri de Toulouse-Lautrec, Pierre Bonnard, Amedeo Modigliani (rzeźba wapienna przedstawiająca akt), Kazimierz Malewicz (Dom w budowie). Obok malarstwa Giorgio de Chirico, René Magritte i Joana Miró są tu też prace surrealistów australijskich i rdzennych amerykańskich, afrykańskich i z wysp Pacyfiku oraz rzeźby z „plemiennej” kolekcji Maxa Ernsta. Galeria II obejmuje dzieła od sztuki abstrakcyjnej i ekspresjonizmu abstrakcyjnego do pop-artu (Andy Warhol, Claes Oldenburg, Roy Lichtenstein, Robert Rauschenberg), minimalizmu i sztuki konceptualnej. Jednym z najbardziej znanych obrazów galerii jest płótno Błękitne bieguny Jacksona Pollocka, pokazywany zazwyczaj z obrazem Kobieta V Willema de Kooninga i obrazami Marka Rothko, Arshile Gorkyego i innych. Galeria III jest zwykle poświęcona sztuce współczesnej od 1970 roku do dzisiaj. Główne prace tego działu to tryptyk Francisa Bacona, oraz prace Chucka Close i Colina McCahona.

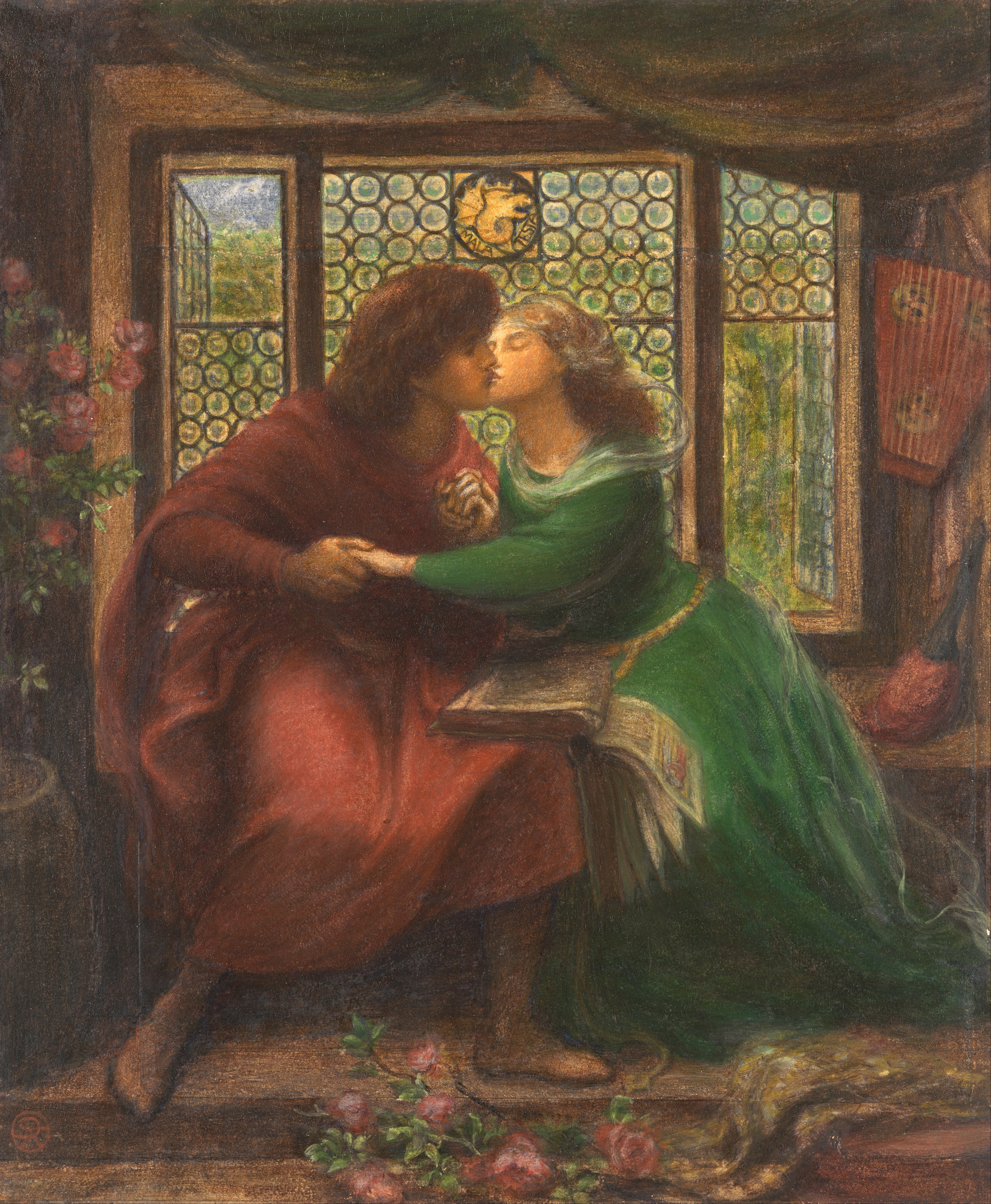
Dante Gabriel Rossetti, Paolo i Francesca da Rimini, 1867 (akwarela, gwasz)
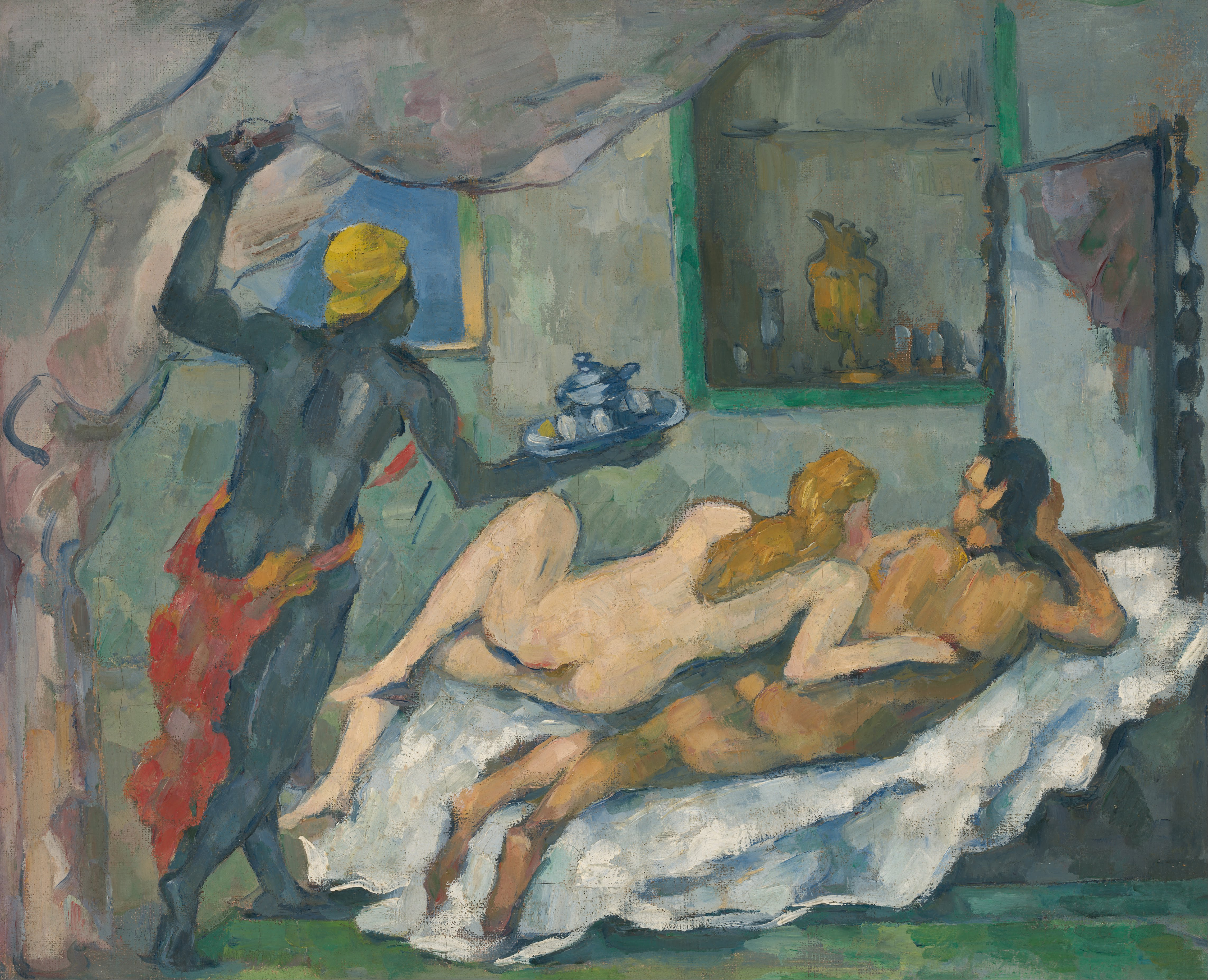
Paul Cézanne, Popołudnie w Neapolu, 1875
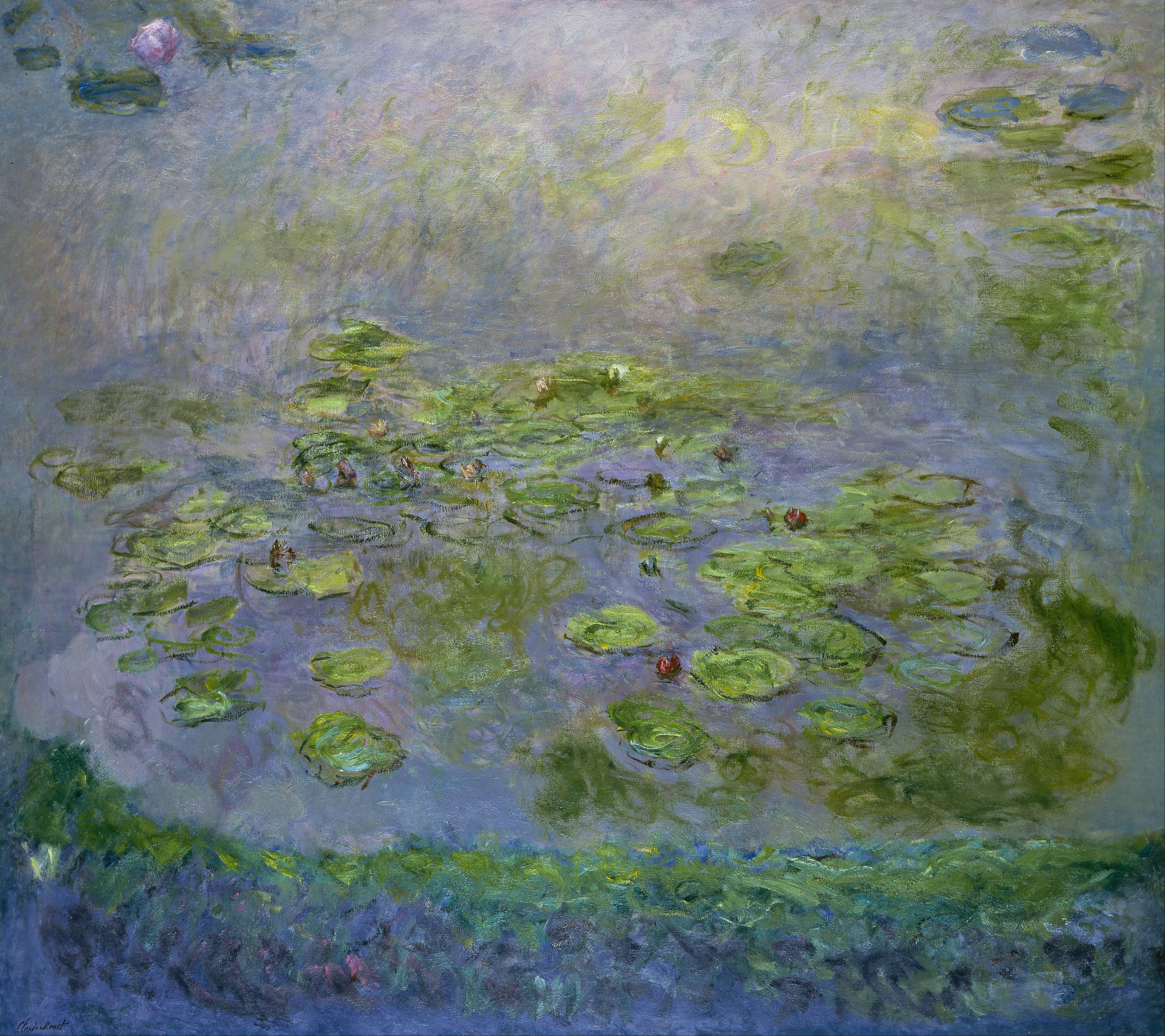
Claude Monet, Lilie wodne, 1914–1917
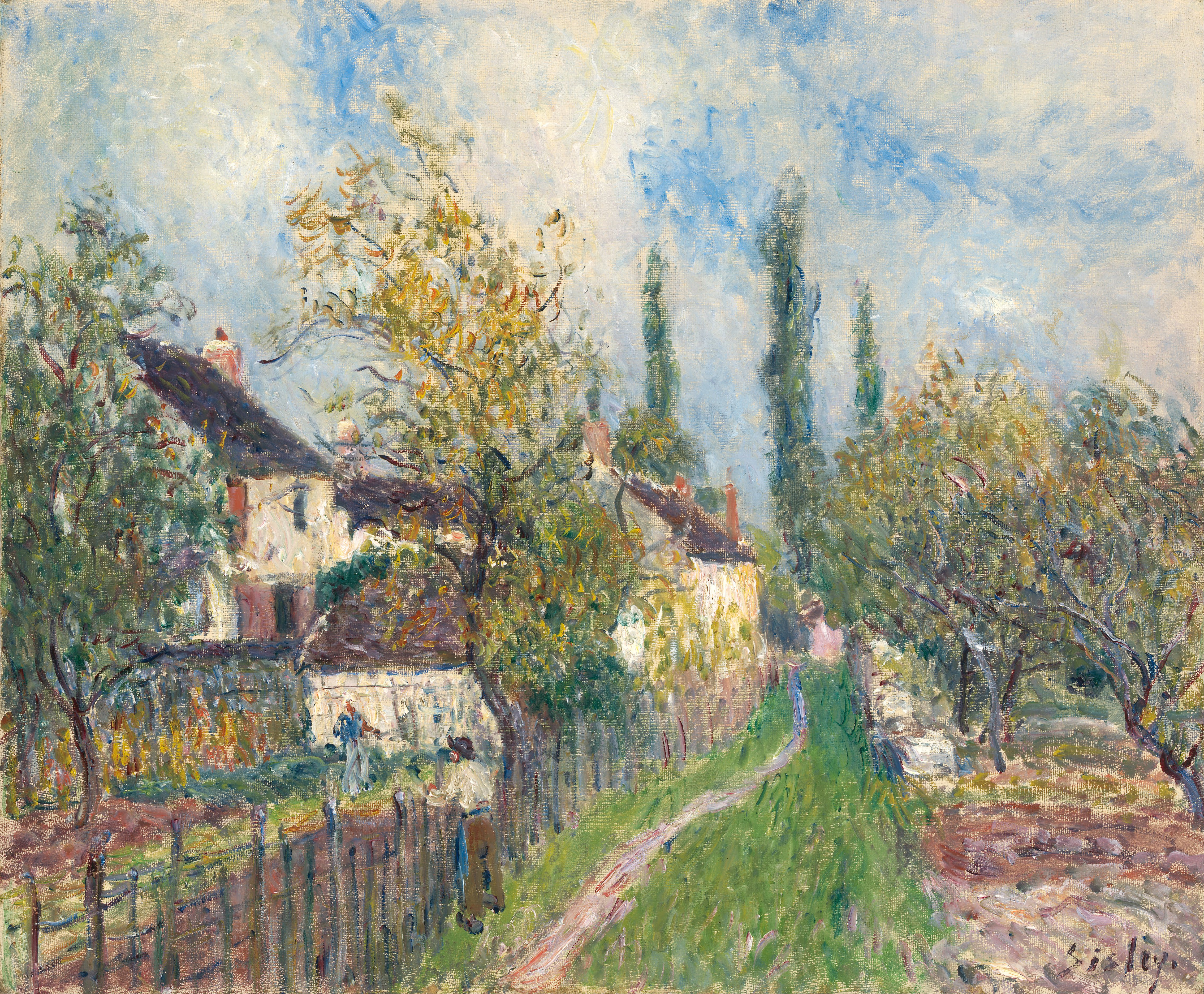
Alfred Sisley, Ścieżka do Sablons, 1883
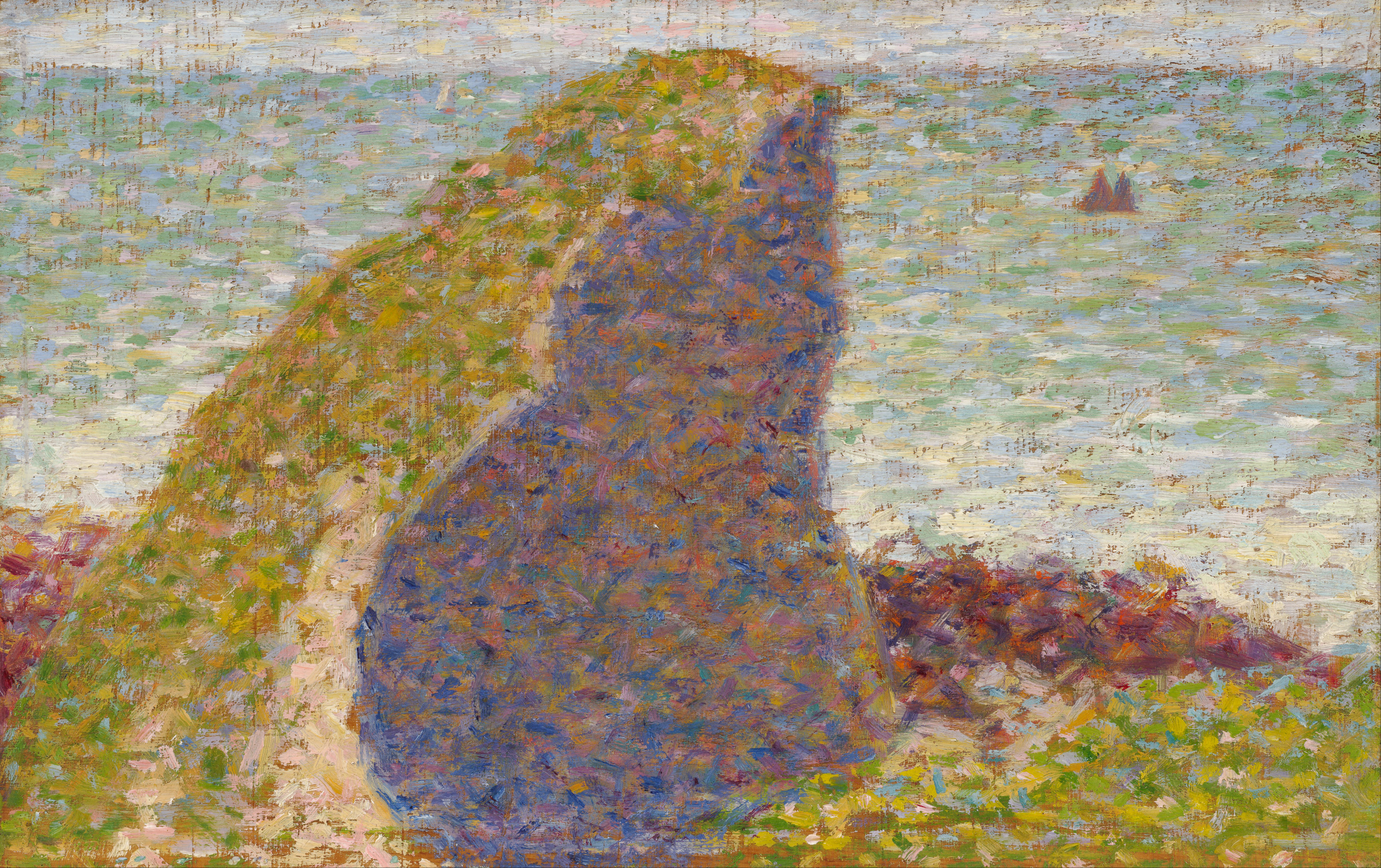
Georges Seurat, Studium Le Bec du Hoc, Grandcamp, 1885
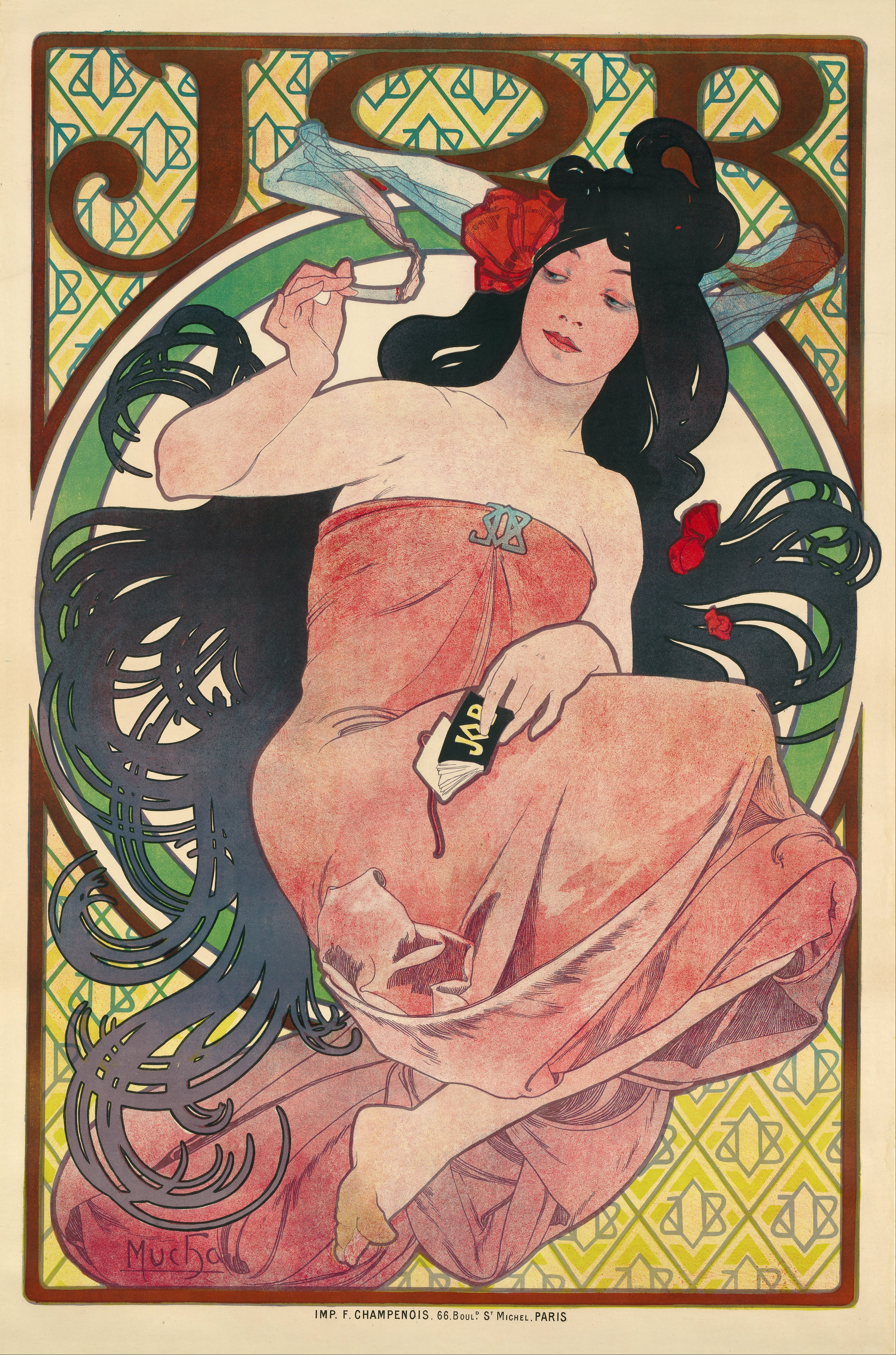
Alfons Mucha, Praca, 1894 (plakat)
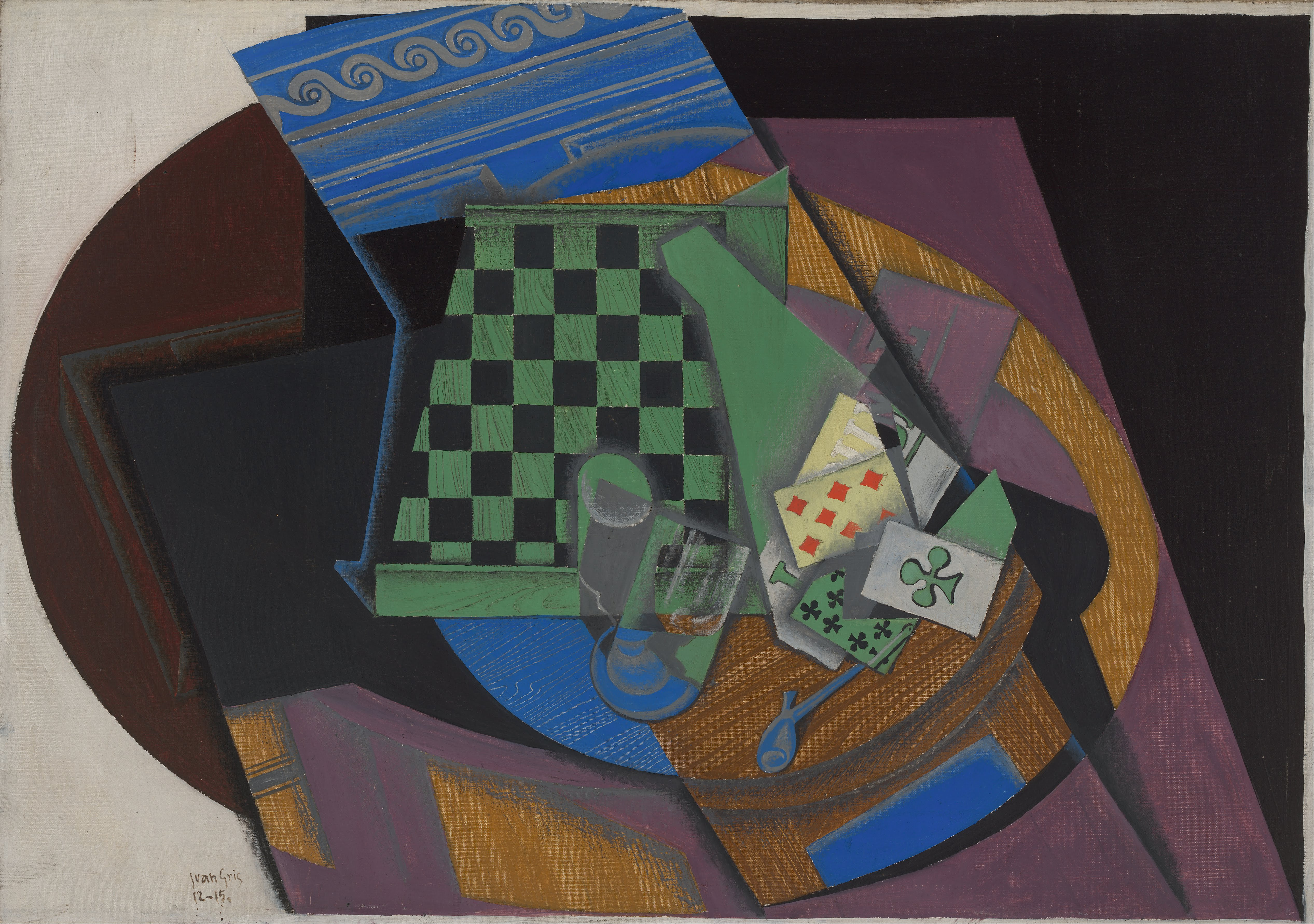
Juan Gris, Szachownica i karty do gry, 1915
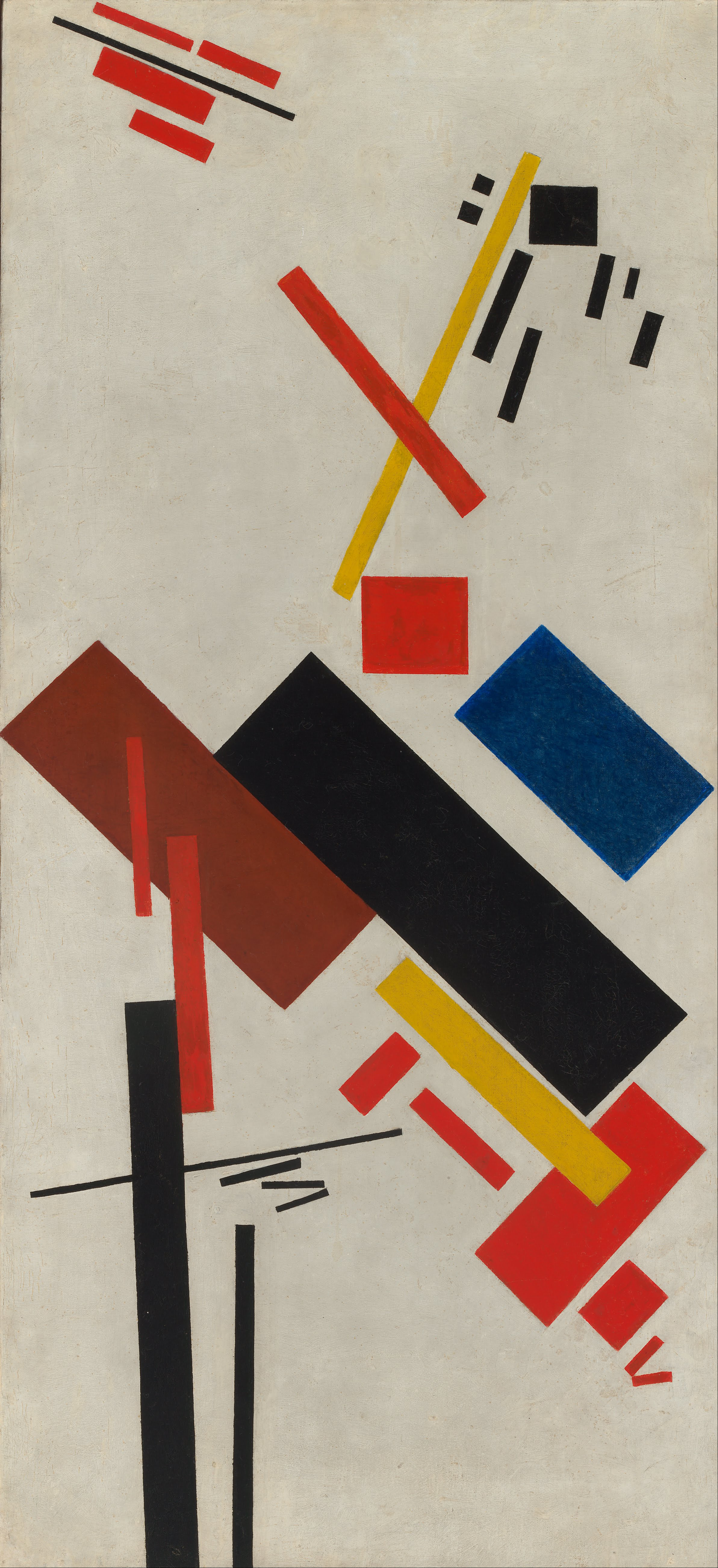
Kazimierz Malewicz, Dom w budowie, 1915–1916

### Sztuka azjatycka

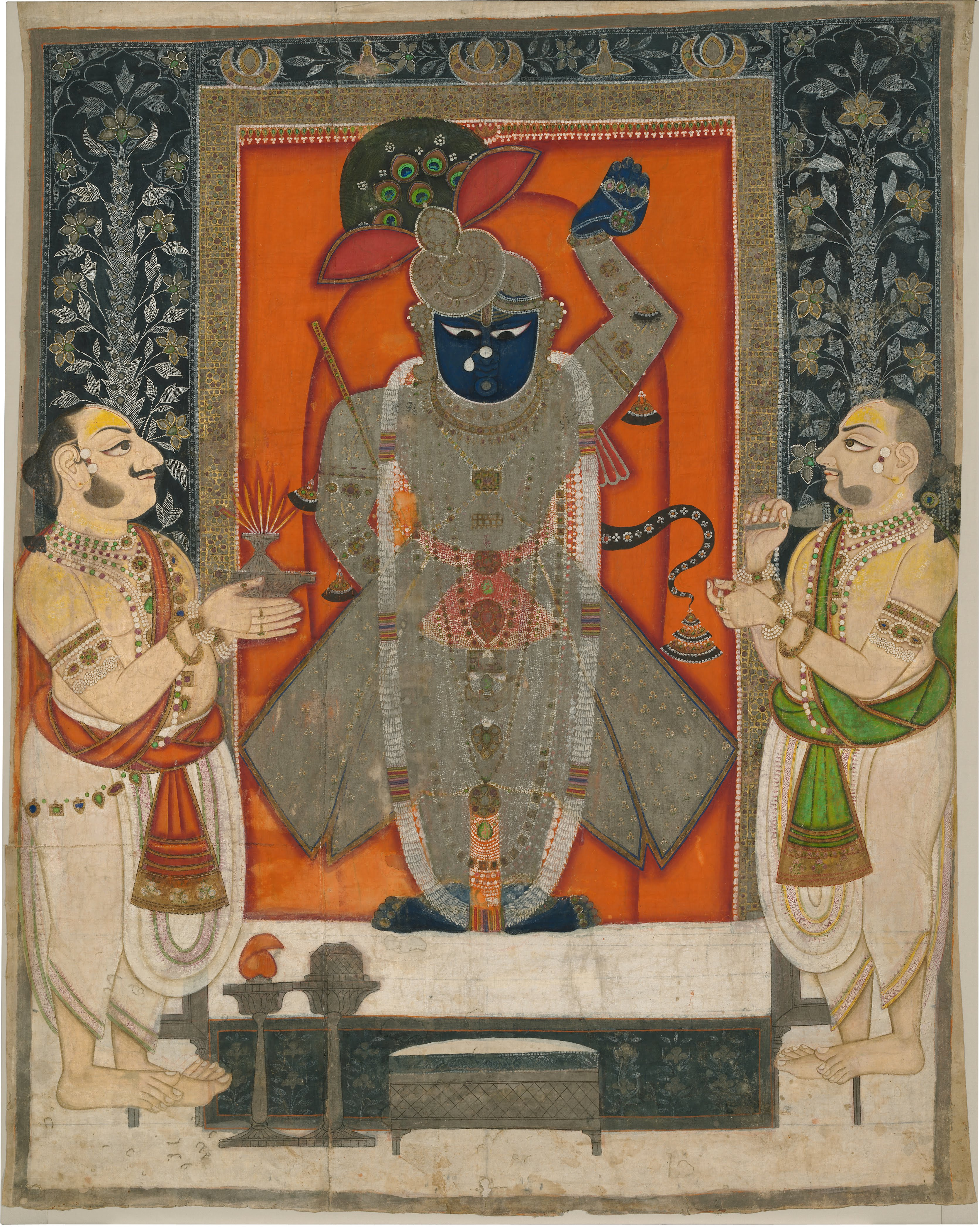
Kapłani wielbiący Krysznę jako Shrinathji, akwarela, 1840 (Radżastan)

National Gallery of Australia posiada najważniejszą i najobszerniejszą w Australii kolekcję sztuki azjatyckiej, reprezentującą różne kultury, religie i historie Azji i obejmującą zakres czasowy od starożytności do współczesności. Zgromadzone dziel reprezentują takie dziedziny sztuki jak: rzeźba, malarstwo, grafika, rękopis, tkanina artystyczna i są eksponowane w trzech głównych działach: sztuka subkontynentu indyjskiego, sztuka Azji Południowo-Wschodniej i sztuka Azji Wschodniej. Wydatkową wartość w kolekcji przedstawia rzeźba buddyjska, hinduistyczna i dźinistyczna animistyczna i chrześcijańska: figurki Buddy, posążki bogów i bóstw, istot niebiańskich, postaci rzeczywistych i mitycznych, wzory symboliczne i dekoracyjne. Kolejną grupę dzieł stanowią tekstylia z Azji Południowo-Wschodniej, zwłaszcza z Indonezji. Inne znaczące eksponaty to wykwintne japońskie parawany, indyjskie wiszące malowidła, tzw. pichhavai, związane z kultem Kryszny, stroje z Azji Środkowej, chińska ceramika pogrzebowa, kolorowe miniatury indyjskie, ilustrowane rękopisy z wyspy Bali obrazy, japońskie drzeworyty ukiyo-e z czasów Edo i Meiji oraz rzadka kolekcja 20-wiecznych chińskich drzeworytów i fotografiki.

### Sztuka Pacyfiku
Jednym z atutów tego działu zbiorów jest kolekcja Commonwealth Arts Advisory Board, która zawiera dzieła sztuki z Archipelagu Bismarcka i z okolic rzeki Sepik. Kolekcja ta jest spuścizną trzech wypraw kolekcjonerskich Williama Dargie do Papui-Nowej Gwinei. Kolekcję sztuki Pacyfiku uzupełniają zbiory XVIII- i XIX-wiecznej sztuki maoryskiej, kolekcja Charpentiera z Vanuatu oraz pojedyncze eksponaty, jak prehistoryczny kamień Ambum stone czy podwójna figura z okolic jeziora Sentani (Papua).

### Ogród rzeźby
Rzeźba jest najczęściej tworzona w celu wypełnienia otwartych terenów, placów publicznych i ogrodów, dekoracji fasady lub zaznaczenia miejsc świętych. Tereny leżące między National Gallery of Australia a brzegiem jeziora Burley Griffin zostały zaadaptowane do ekspozycji obszernej kolekcji rzeźby.
Decyzja o założeniu ogrodu rzeźby zapadła w sierpniu 1975 roku; jednak już wcześniej zakupiono dzieła Auguste’a Rodina, Henry Moore’a, Alexandra Caldera i Clementa Meadmore’a. W kolejnych latach doszły rzeźby takich twórców jak: Aristide Maillol, Antoine Bourdelle, Gaston Lachaise, Mark di Suvero, Bert Flugelman, Inge King, Fujiko Nakaya, Richard Stankiewicz i Tony Coleing; uzupełnił je zespół nagrobków Pukamani z Wyspy Bathursta i kolekcja tam-tamów z Vanuatu. W 1977 roku pojęto decyzję, iż planowany ogród rzeźby ma będzie miejscem ekspozycji rzeźb dobranych pod kątem rozwoju tego gatunku sztuki w czasach nowożytnych, zarówno w Australii, jak i poza jej granicami. W kwietniu 1978 roku projektanci budynku muzeum, Edwards, Madigan, Torzitlo and Briggs opracowali wytyczne pod projekt ogrodu rzeźby, a architekci krajobrazu firmy Harry Howard and Associates projekt ten opracowali. W połowie 1978 roku Colin Madigan i dyrektor muzeum, James Mollison wyjechali za granicę w celu zapoznania się na miejscu z podobnym projektami. Po powrocie podjęto konkretne decyzje, adaptując projekt ogrodu do całości założenia Parliamentary Triangle, na terenie którego ulokowano muzeum. Montaż większości rzeźb miał miejsce w okresie od lipca do października 1982 roku. Wystawione dzieła zostały wykonane przez artystów australijskich i światowych. Ponieważ wystawione prace zostały w większości zakupione i ustawione na początku lat 80., odzwierciedlają one estetykę tamtych czasów. Całości założenia dopełniają rosnące w ogrodzie rośliny; są one miejscowego pochodzenia, zostały jednak dobrane pod kątem lokalnego, typowego dla Canberry klimatu (ciężkie zimy oraz długie, gorące i suche lata).
Główne dzieła w ogrodzie rzeźb:
- Auguste Rodin – Mieszczanie z Calais oraz dwa akty z ok. 1885–1886 (odlane w latach 1967–1985);
- Auguste Rodin – Eustache de Saint Pierre i Andrieu d'Andres (zakupione w 1985);
- Robert Stackhouse – Znowu na plaży (ustawiona w 1984);
- Fujiko Nakaya – Rzeźba z mgły (1976, znana też jako Rzeźba gazowa, eksponowana pierwotnie w Sydney's Domain, jako część Biennale 1976), utworzona z mgły powstałej z wody tryskającej z rozpylaczy o średnicy 75 mikronów, zamontowanych w konstrukcji z ram, ustawionej w moczarach Marsh Pond. Jest prezentowana codziennie w godz. 12:30–14:00;
- Aristide Maillol – Góra (1937, odlew z 1973);
- Gaston Lachaise – Płynąca figura (1927, odlew 1979);
- Antoine Bourdelle – Penelopa (1912, odlew 1972);
- Mark di Suvero – lkook (1971–1972);
- Clement Meadmore – Virginia (1970–1973);
- Alexander Calder - La Bobine (1970);
- Richard Stankiewicz – Australia no. 15 (1969, ustawiona w 1996);
- Henry Moore – Pagórkowe kabłąki (1973);
- Bert Flugelman – Stożki (wykonane w latach 1976–1982 z polerowanej, nierdzewnej stali).

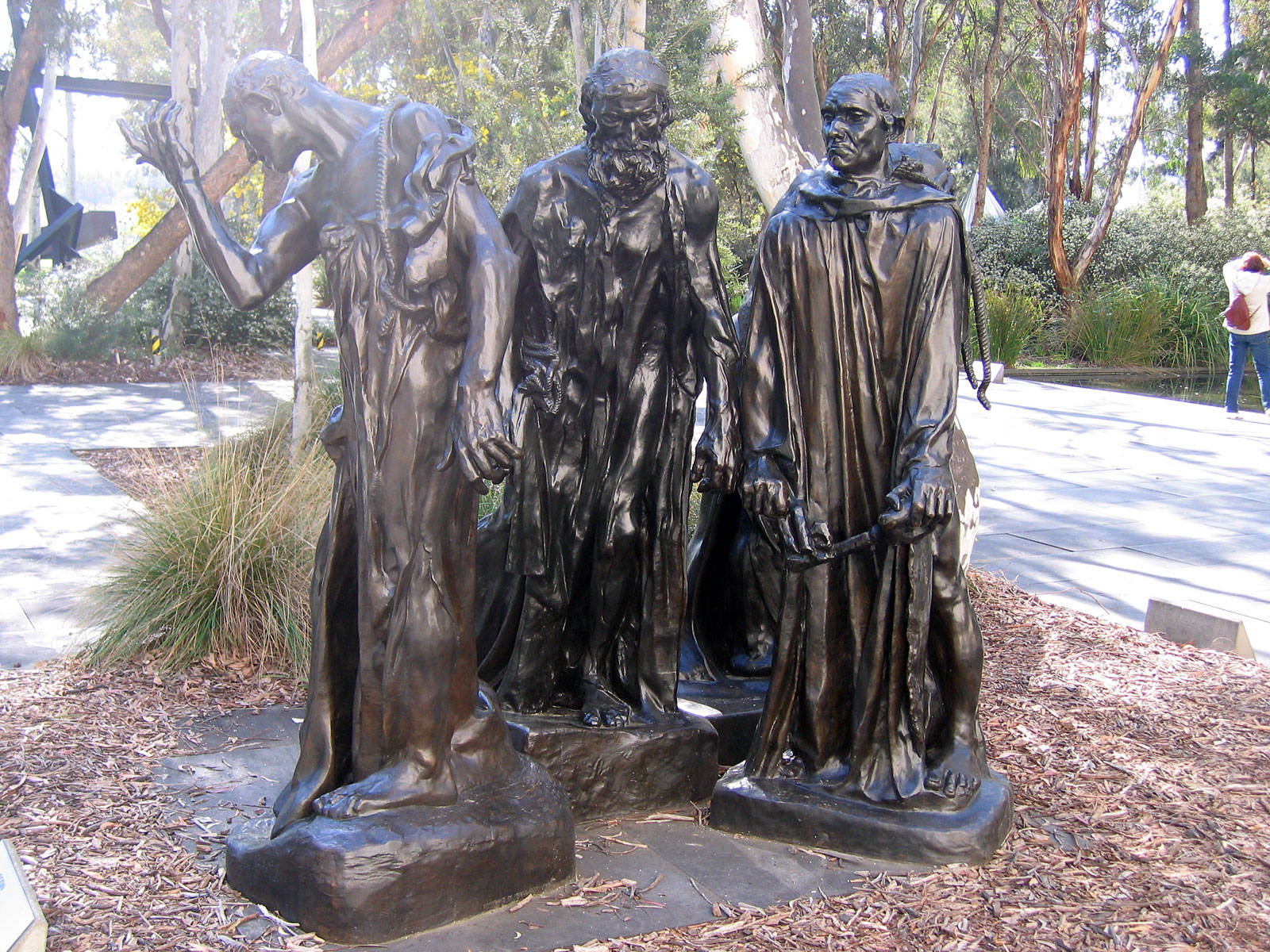
Auguste Rodin, Mieszczanie z Calais
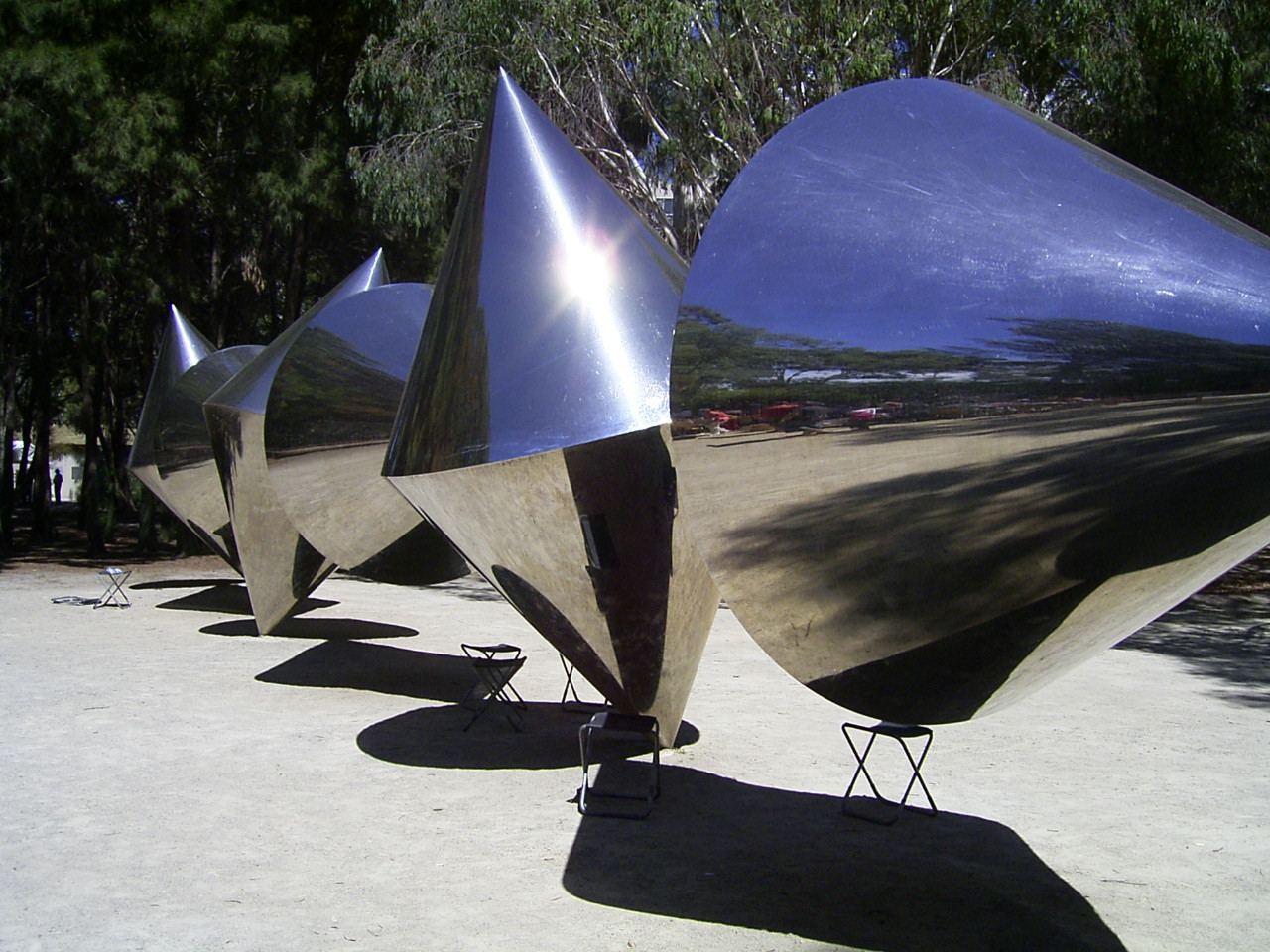
Bert Flugelman, Stożki
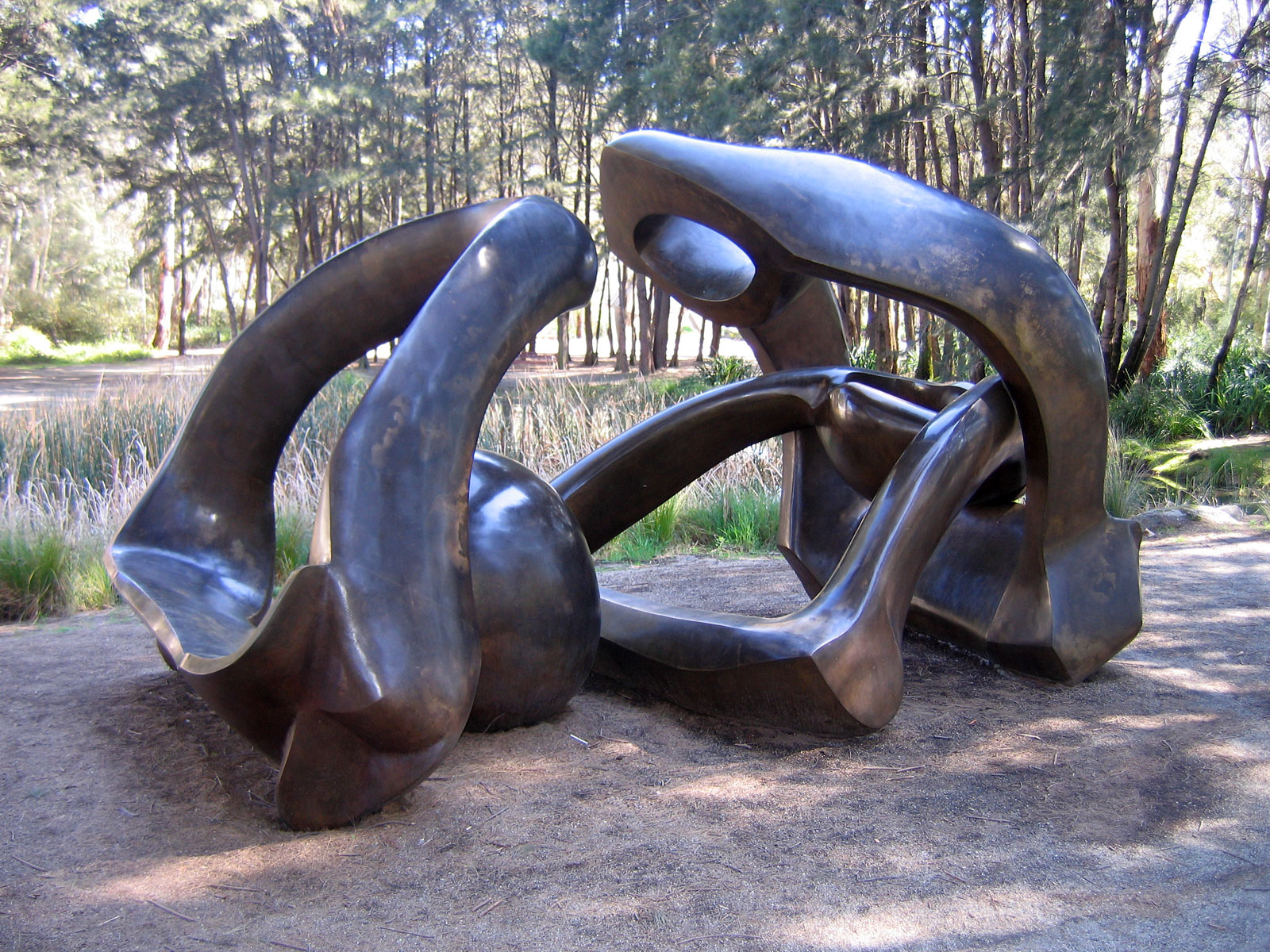
Henry Moore, Pagórkowe kabłąki
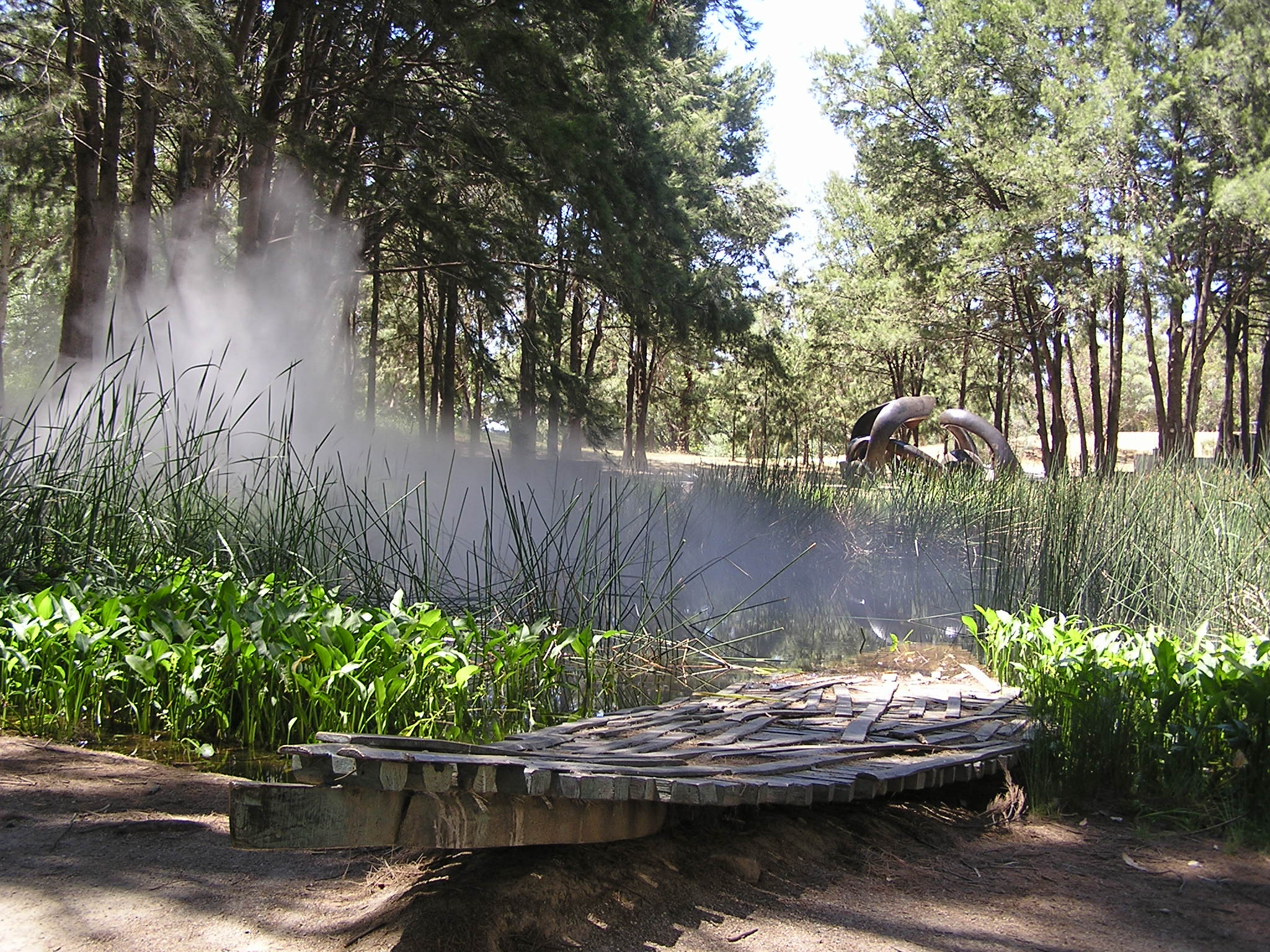
Fujiko Nakaya, Rzeźba z mgły; na pierwszym planie rzeźba Znowu na plaży Roberta Stackhouse’a